# Thelma del Río
Thelma del Río (Buenos Aires, Argentina, 22 de agosto de 1930 - ibídem, 23 de septiembre de 1998) fue una actriz de cine, teatro y televisión y una reconocida vedette argentina.

## Carrera
Thelma del Río tiene una impecable trayectoria sobre todo en el escenario y como primera figura de grandes espectáculos teatrales. 
Trabajó como vedette a partir de que el famoso productor teatral Carlos A. Petit la convocase a formar parte de elenco de teatros de revistas, trabajando junto con grandes figuras como Adolfo Stray y Nélida Roca  (La Venus de la calle corrientes). En el año 1952 y en el Teatro El Nacional integró el grupo de las vedettes llamadas las pulposas, bautizadas así a aquellas 100% naturales, descolladas con tocados de plumas y envueltas en capas de strass. Fue la primera en atreverse a realizar un desnudo en el escenario del T. El Nacional en 1955, luego de que arribase la compañía del Lido de París.

## Filmografía
En cine se desempeñó como actriz de películas como:
- 1956: Estrellas de Buenos Aires
- 1958: Las apariencias engañan
- 1960: El asalto
- 1968: Asalto a la ciudad
- 1972: Las píldoras
- 1979: La carpa del amor
- 1988: Paraíso relax

## Televisión
- 1952: Telesolfas musicales, con Nelly Prince, María Esther Podestá, Tincho Zabala y Marianito Bauzá.
- 1953: El hombre de aquella noche, con Juan José Míguez, Fernanda Mistral y José Cornelias.
- 1965: Teleteatro en Canal 7, bajo un guion de Nelly Fernández Tiscornia.
- 1965: La matraca junto a Jorge Porcel y gran elenco
- 1965: Todo es amor, emitido por  Canal 9.
- 1973: Corrientes y Marrone...la esquina de la revista, junto a José Marrone. Emitido por Canal 13.
- 1981: Comedias para vivir como Esmeralda ,  junto con  Raúl Rossi y Ricardo Cánepa
- 1981: Gabriela como Liliana vda. de Campos
- 1982: La comedia del domingo
- 1982: Gracias doctor
- 1984:Historias de un trepador
- 1986:Claudia Morán  como Agustina
- 1989/1995: La familia Benvenuto
- 1990: La pensión de la Porota
- 1991: Regalo del cielo
- 1998: Rapidísimo, conducido por Héctor Larrea

## Teatro

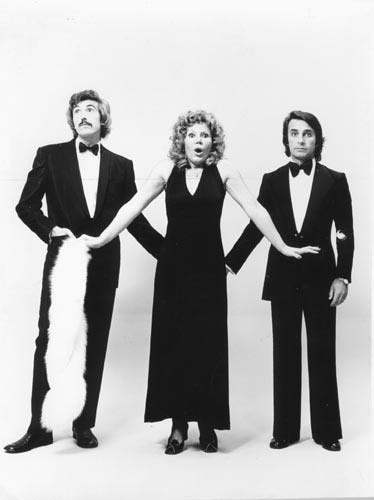
Rolo Puente, Thelma del Río y Santiago Bal en Tocata y fuga de Bal de 1974.

- Churros, amor y fantasía (1952), con la Gran Compañía de Revistas encabezada por Ubaldo Martínez, Alfredo Barbieri, Cuquita Carballo y Don Pelele, junto a la vedette española María Antinea.
- La coronación de la risa (1952), con José Marrone, Olinda Bozán, Nélida Roca, Juanita Martínez y Carlos Foriti.
- Buenos Aires versus París (1953), con la "Compañía Argentina de Grandes Revistas", con un amplio elenco en la que se encontraban Miguel de Molina, Alberto Anchart, Tito Lusiardo, Severo Fernández, Ubaldo Martínez, Alfredo Barbieri y Blanquita Amaro, entre otros.
- La tercera diversión (1955), junto a la "Compañía Argentina de Grandes Revistas", encabezada por Olinda Bozán y un gran elenco conformado, entre otros, por Alberto Anchart, Tito Lusiardo, Severo Fernández, Maruja Montes, Carmen Idal, Beba Bidart y Ubaldo Martínez.
- Nerón cumple (1957) con Pepe Arias, Nélida Roca, Egle Martin, Adolfo Stray, Tato Bores, Rafael Carret y Roberto García Ramos.
- Cenicienta calza el 34 (1959), con María Esther Podestá,  Inés Murray, Pepe Armil y Jorge Ruanova.
- Criaturas adorables (1960), junto a Ubaldo Martínez, Maruja Montes, Alfredo Barbieri, Beba Bidart, Don Pelele, Rafel García, Oscar Villa, Oscar Valicelli, Lilian Valmar y Gloria Montes.
- Un ángel llamado Pérez (1962), con Pablo Palitos, Nelly Panizza, Marcos Zucker y Lalo Malcolm
- Recuerdo del viejo Buenos Aires (1969) (versión musical de Las de Barranco), con Niní Marshall, Aída Luz, Adolfo García Grau, Raúl Lavié y Ricardo Darín.[4]
- La novicia rebelde (1969), de Rodgers y Hammerstein II, con Violeta Rivas y José Cibrián en el Teatro Lola Membrives.[5]
- Tocata y fuga de Bal (1974), junto a Rolo Puente y Santiago Bal.
- La Revista Esta Loca... Loca... Loca... (1974) en el Teatro Nacional.
- Violines y trompetas (1980)
- Fiesta de casamiento (1992/93/94/95).[6] Doña Susana Bataglia de Peverelli (madre de la novia)

## Vida privada
Estuvo casada un tiempo con el actor y humorista argentino Santiago Bal, con quien trabajó en muchas obras,  hasta que este le fue infiel y posteriormente se casase con la ex vedette Silvia Pérez. Cuando Santiago se enferma de cáncer, Pérez termina con él y es Thelma quien lo cuidó, y lo llevó a su casa, dedicando su tiempo en acompañarlo en su tratamiento y recuperación. Por aquellos momentos Bal decía que "Había vuelto a su verdadero amor", pero terminó siéndole nuevamente infiel, esta vez con la también actriz y ex vedette Carmen Barbieri, lo cual terminó en un verdadero escándalo. También estuvo en pareja con el actor y presentador de televisión argentino Rafael Carret.

## Fallecimiento
Thelma del Río falleció el 23 de septiembre de 1998 en el Sanatorio Norte de la ciudad porteña, donde se encontraba internada, víctima de un cáncer de mama. Sus restos descansan en el Panteón de Actores del cementerio de la Chacarita. Tenía 68 años.